# St. Louis City SC
A St. Louis City SC egy amerikai labdarúgócsapat, amelynek székhelye a Missouri állambeli Saint Louis városában található. A klub 2023 óta az észak-amerikai első osztályban, a Major League Soccer-ben szerepel. Hazai mérkőzéseit a 22 500 néző befogadására alkalmas Cityparkban játssza. 

## Játékoskeret
2025. április 6. szerint.
| #  |     | Poszt | Név                                                  |
| -- | --- | ----- | ---------------------------------------------------- |
| 1  | SUI | K     | Roman Bürki                                          |
| 3  | AUS | KP    | Jake Girdwood-Reich                                  |
| 4  | SWE | V     | Joakim Nilsson                                       |
| 5  | USA | V     | Henry Kessler                                        |
| 6  | NOR | KP    | Conrad Wallem (kölcsönben a Slavia Praha csapatától) |
| 7  | CZE | KP    | Tomáš Ostrák                                         |
| 8  | USA | KP    | Chris Durkin                                         |
| 9  | BRA | CS    | Klauss                                               |
| 10 | GER | KP    | Eduard Löwen                                         |
| 11 | USA | CS    | Simon Becher (kölcsönben a Horsens csapatától)       |
| 12 | BRA | CS    | Célio Pompeu                                         |
| 13 | USA | V     | Michael Wentzel                                      |
| 14 | NOR | V     | Tomas Totland                                        |
| 15 | GHA | V     | Joshua Yaro                                          |
| 17 | GER | KP    | Marcel Hartel                                        |

| #  |     | Poszt | Név                                            |
| -- | --- | ----- | ---------------------------------------------- |
| 20 | USA | V     | Akil Watts                                     |
| 21 | SWE | CS    | Rasmus Alm                                     |
| 22 | CAN | V     | Kyle Hiebert                                   |
| 27 | USA | KP    | Alfredo Morales                                |
| 28 | USA | KP    | Miguel Perez                                   |
| 31 | USA | K     | Christian Olivares                             |
| 32 | GER | V     | Timo Baumgartl                                 |
| 33 | USA | V     | Tyson Pearce                                   |
| 36 | GER | CS    | Cedric Teuchert                                |
| 38 | GER | V     | Jannes Horn (kölcsönben a Nürnberg csapatától) |
| 39 | GER | K     | Ben Lundt                                      |
| 46 | USA | CS    | Caden Glover                                   |
| 59 | USA | KP    | MyKhi Joyner                                   |
| 71 | USA | V     | Joey Zalinsky                                  |
| 99 | USA | V     | Jayden Reid                                    |

## Vezetőedzők
| Név             | Évek      |
| --------------- | --------- |
| Bradley Carnell | 2023–2024 |
| Olof Mellberg   | 2024–     |

## További hivatkozások
- Hivatalos honlapja